# Прапор Моленбек-Сен-Жана
Прапор Моленбек-Сен-Жана — муніципальний прапор брюссельської комуни Моленбек-Сен-Жан. В описі написано: 
Дві однаково довгі смуги синього і жовтого кольорів.
Кольори прапора походять від герба комуни.

Цей муніципальний прапор ідентичний прапорам Андерлехта, Жете та Сен-Жіля.

Герб Моленбек-Сен-Жана
Прапор Андерлехта
Прапор Жета
Прапор Сен-Жіля